# 東京文理科大学 (旧制)
| 東京文理科大学 （東京文理大） | 東京文理科大学 （東京文理大） |
| ----------------------------- | ----------------------------- |
| 創立                          | 1929年                        |
| 所在地                        | 東京市小石川区大塚窪町        |
| 初代校長                      | 三宅米吉                      |
| 廃止                          | 1962年                        |
| 後身校                        | 東京教育大学 （現・筑波大学） |
| 同窓会                        | （社）茗渓会                  |

旧制東京文理科大学（きゅうせいとうきょうぶんりかだいがく）は、1929年（昭和4年）4月、東京市小石川区（現在の東京都文京区）に設立された旧制の官立大学である。略称は「東京文理大」（とうきょうぶんりだい）。

## 概要

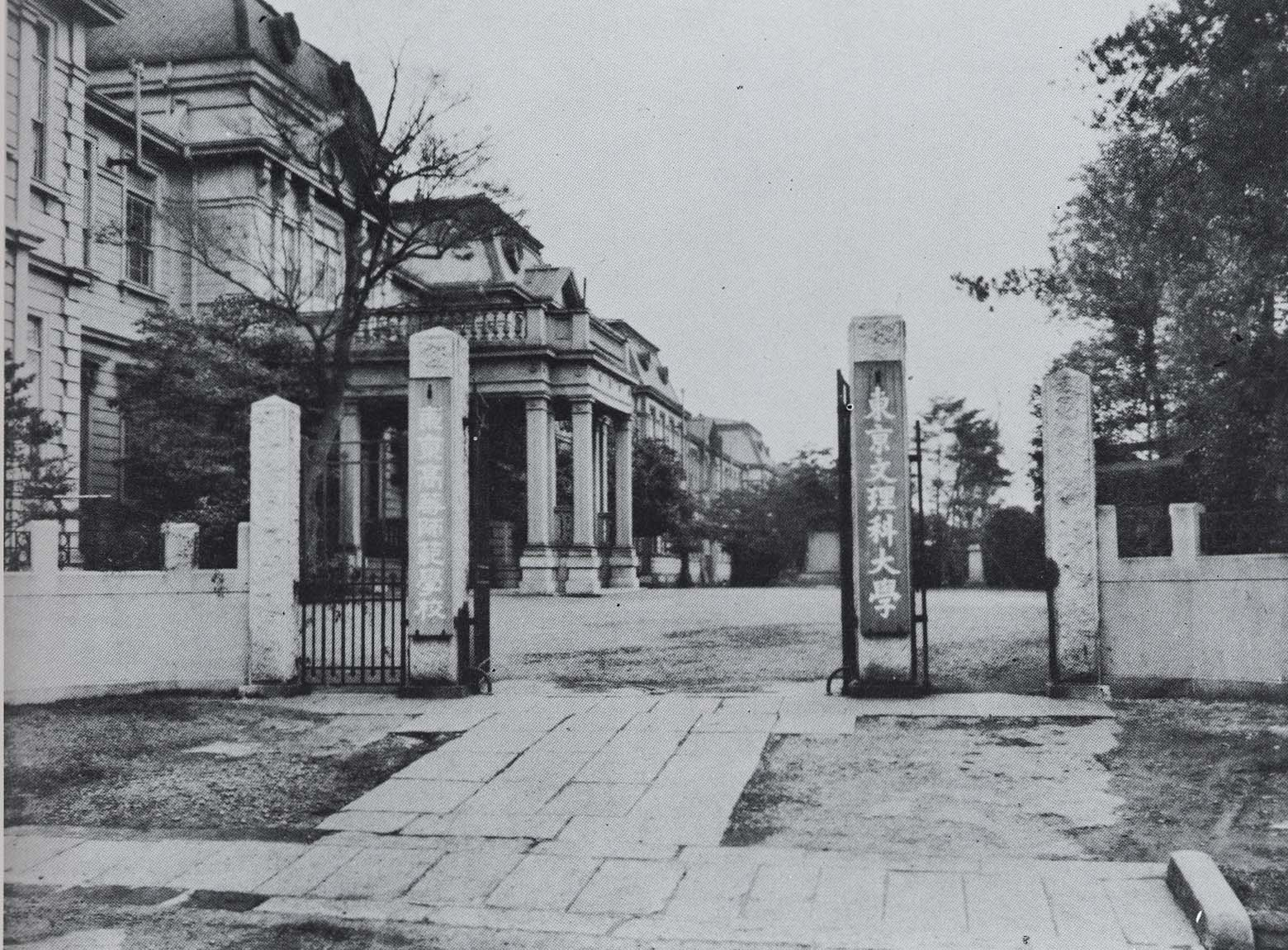
東京文理科大学正門 / 附置学校である東京高等師範学校と校地を共有していた。

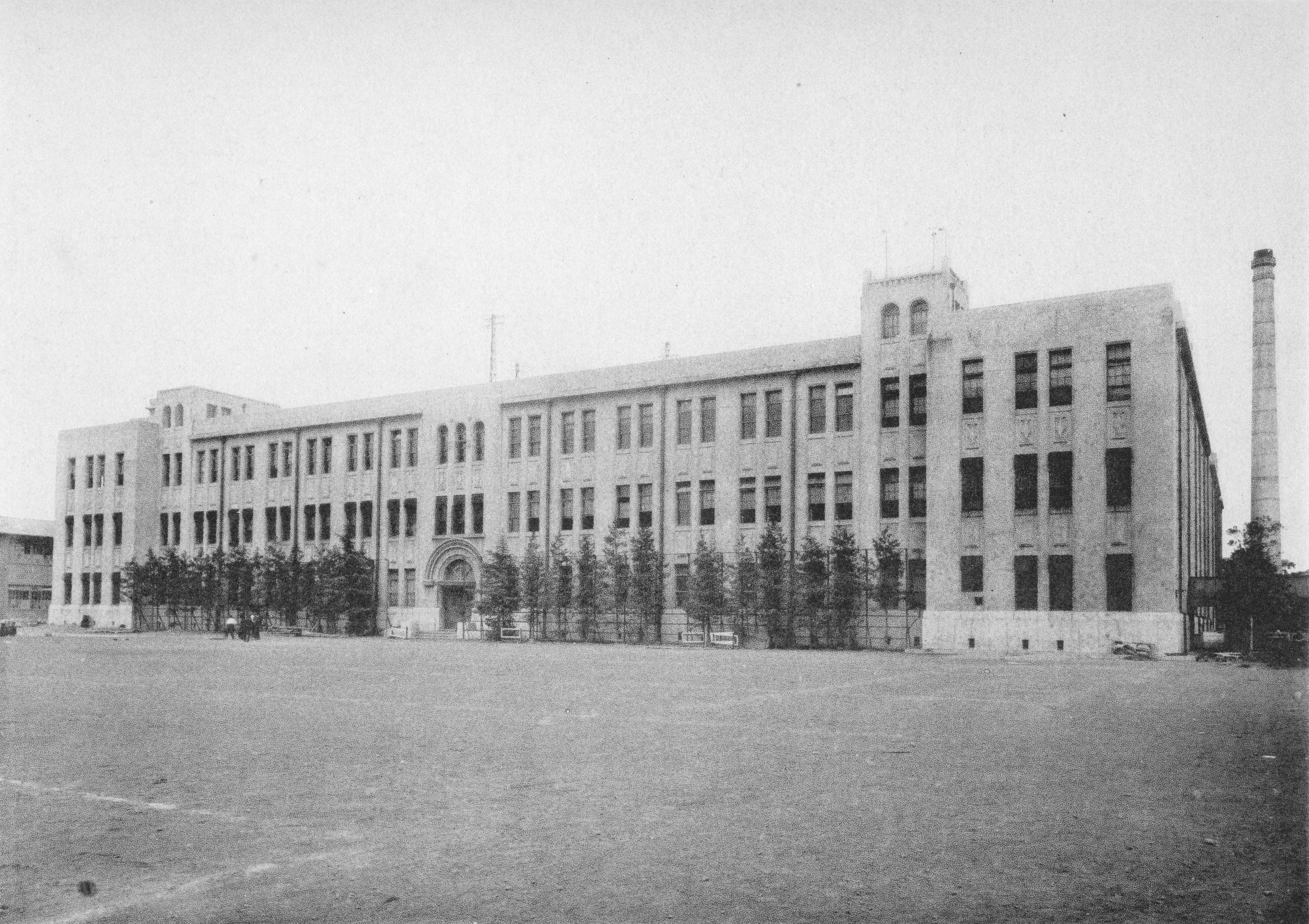
東京文理科大学西館（1927年竣工）

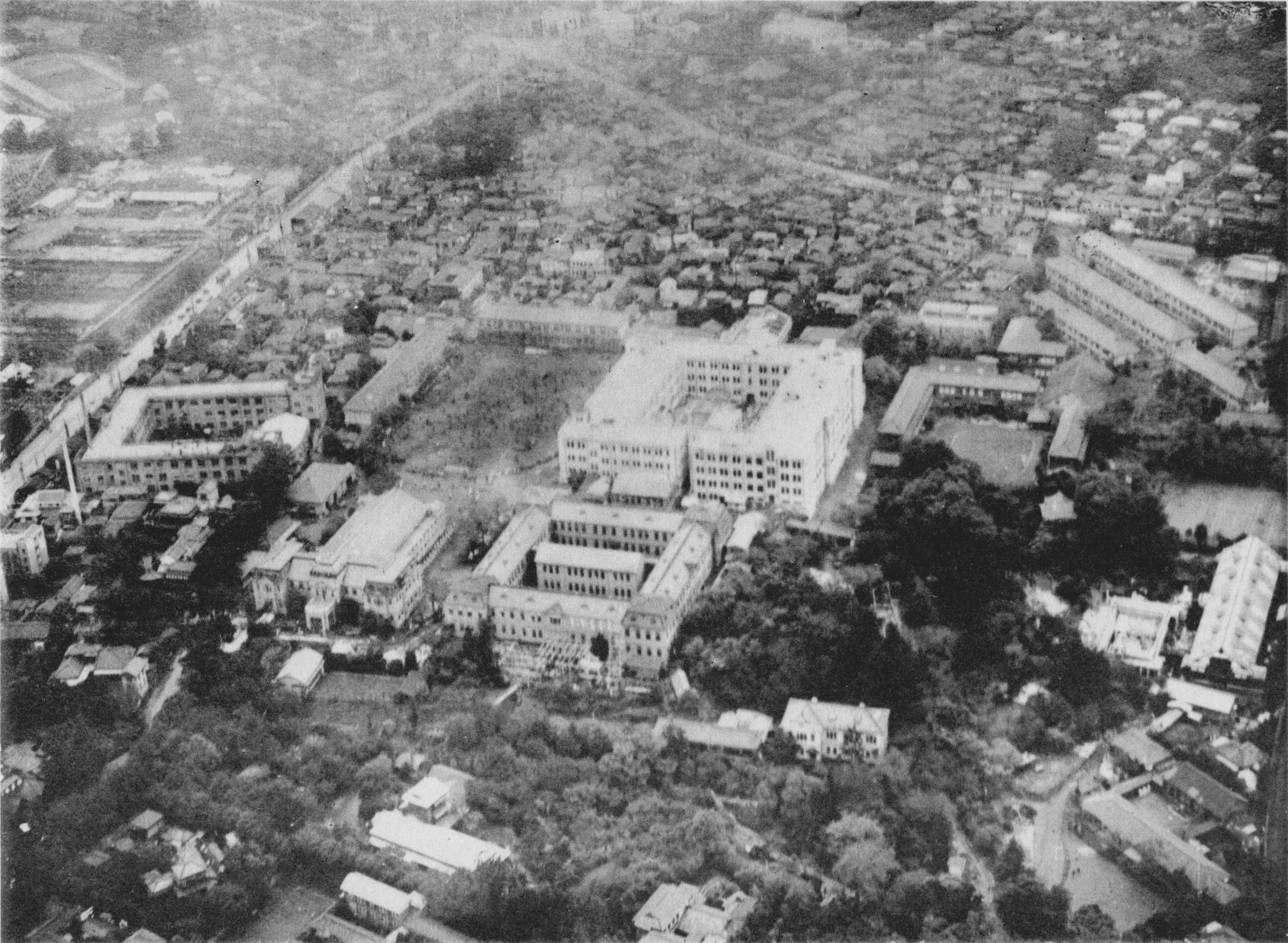
東京文理科大学の全景（1931年）

1929年4月、東京高等師範学校の専攻科を改組して発足した官立の文理科大学であり、同様の経緯で発足した広島文理科大学（広島高師専攻科が母体）とともに「二文理大」として知られる。修業年限3年である。さらに附置機関たる東京高師が設置された。
戦後の学制改革により1949年5月、新制東京教育大学が発足すると、東京高師および旧制専門学校である旧制東京農業教育専門学校・旧制東京体育専門学校（同）とともに同大学に包括されてその文学部・理学部などの構成母体となり、1962年廃止（その後、同大は筑波大学に改組され現在に至っている）。同窓会「茗渓会」は東京高師などの旧制前身校、東教大・筑波大の共通の同窓会となっている。

## 沿革

### 文理大の設立
旧制東京文理科大学は、1919年（大正8年）頃より始まる東京高等師範学校の大学昇格運動を背景に、1923年に同校に設置（1911年（明治44年））されていた高師卒業者を対象とする専攻科（修業年限2年）を大学に改組する案が議会を通過し、同年の関東大震災にともなう延期を経て、1929年（昭和4年）大学令に準拠する（旧制）大学として設立された。文理大設置をめぐる政府・議会の審議においては、同じ東京府下に東京帝国大学が存在することから、高師がストレートに大学に昇格した「師範大学」（教員養成を目的とする教育大学）なのか、高師とは相対的に独立し研究に重点を置く官立単科大学なのかが争点となり、結局後者の案での新設が実現をみたという経緯があった。文理大には文理学部1学部のみが置かれて教育学科・哲学科・史学科・文学科・数学科・物理学科・化学科・生物学科・地理及び地質学科より構成され、他に研究科・選科などの課程が設置された。大学設置の母体となった東京高師は廃止されることなく附置機関として存続した（以上の事情は広島文理大と広島高師の関係においても同様であった）。また東京高師の同窓会「茗渓会」を継承し、高師と共通の同窓会とした。

### 学術研究と教員養成の対立
しかし文理大は、設立後間もなく深刻化した大恐慌に伴う財政難に際してしばしば文部省サイドからの廃止論に晒され、また従来通り教員養成を主体とする教員と大学での研究活動に重きを置く教員との対立が生じることとなった。1930年代、臨海実験所・高原生物研究所などの附属研究施設が整備され、また大塚史学会・大塚地理学会（団体名の"大塚"は大学の所在地に由来する）のような研究団体が発足して研究活動が本格的展開を見せたが、一方で研究重視に不満を持つ東京高師・茗渓会は文理大をフランスのエコール・ノルマルをモデルとする師範大学に改組するべく運動を起こし文理大との対立を深めた。

### 新制大学移行にむけての抗争

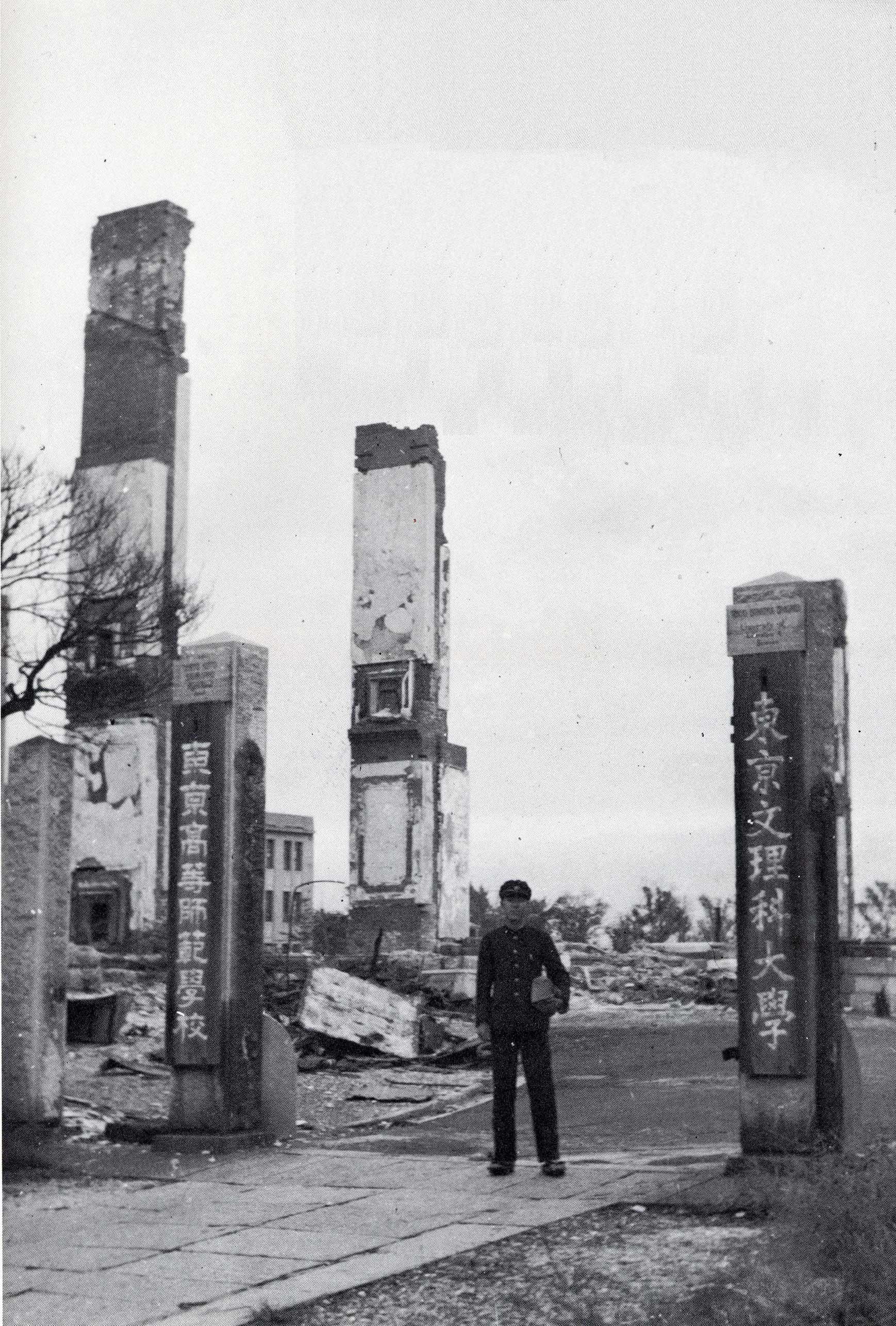
東京大空襲により門柱だけとなった東京文理科大学

戦後の1948年下村寅太郎教授の起草とされる「文理科大学宣言」が発表され大学再建の方針として「人文科学と自然科学との真の綜合大学たるの実を挙げ（中略）教養人としての教師を打出す」ことが掲げられると、戦前以来の文理大と高師・茗渓会との対立は再燃することとなった。そして学制改革において、東京文理大および東京高師が教員養成を中心とする旧制専門学校である東京農業教育専門学校・東京体育専門学校と合同し、新制大学が設立されることが決定される過程でこの学内抗争はいっそう複雑化した。文理大が一般教養と教職的教養を両立する「文理科大学」構想を掲げたのに対し、高師側は新大学を教員養成の最高機関とする「教育大学」構想を打ち出し両者ともに譲らなかった。結局、農教専・体専と連合した高師側は新大学の名称を「東京教育大学」とすることに成功したが、新大学の運営は文理科大学の教授陣によって独占されることになった。こうして、東京教育大は内部対立を抱えたまま多難なスタートを切ることとなった。

### 閉学・廃止
東京教育大学発足により同大学に包括された文理大は、1953年、最後の本科卒業生を送り出し閉学したが、制度上はその後も学位授与機関として形式的に存続し、名実ともに廃止されたのは1962年である。

## 年表
| 年   | 年   | 年   | 月 | 日 | 事柄 |
| 西暦 | 和暦 | 和暦 | 月 | 日 | 事柄 |
| 西暦 | 元号 | ~    | 月 | 日 | 事柄 |
| ---- | ---- | ---- | -- | -- | --- |
| 1911 | 明治 | 44   | 4  | ?  | 東京高等師範学校に専攻科を設置。                                                                                         |
| 1919 | 大正 | 8    | 12 | ?  | 東京高師の大学昇格運動起こる。                                                                                           |
| 1923 | 大正 | 12   | 3  | ?  | 第46回帝国議会で東京文理科大学設置案を含む予算案が可決される。 （同年9月の関東大震災により五官立大学の昇格事業は延期）。 |
| 1929 | 昭和 | 4    | 4  | 1  | 勅令第37号（官立文理科大学官制）により東京文理科大学の設立。官報(昭和 674号 号外)                                        |
| 1929 | 昭和 | 4    | 9  | ?  | 校友会を大塚学友会と改称。                                                                                               |
| 1930 | 昭和 | 5    | ?  | ?  | 地理学科の田中啓爾教授が中心になり大塚地理学会を結成。                                                                   |
| 1932 | 昭和 | 7    | 12 | ?  | 本学学位規定による最初の博士号（文学博士）が乙竹岩造教授に授与。                                                         |
| 1933 | 昭和 | 8    | 6  | ?  | 下田に附属臨海実験所を開設。                                                                                             |
| 1933 | 昭和 | 8    | 9  | ?  | 附属図書館竣工。 |
| 1934 | 昭和 | 9    | 1  | ?  | 茗渓会館竣工。 |
| 1934 | 昭和 | 9    | 11 | ?  | 菅平高原生物研究所を開設。                                                                                               |
| 1936 | 昭和 | 11   | 9  | ?  | 東京府北多摩郡保谷村に保谷運動場開設（現在は文理台公園となっている）。                                                   |
| 1939 | 昭和 | 14   | ?  | ?  | 学生による『文理科大学新聞』の創刊。                                                                                     |
| 1941 | 昭和 | 16   | 4  | ?  | 大塚学友会解散、大塚学園報国会結成。                                                                                     |
| 1942 | 昭和 | 17   | 4  | ?  | 地質鉱物学専攻を設置。                                                                                                   |
| 1943 | 昭和 | 18   | 10 | ?  | 特別研究生制度実施。 |
| 1945 | 昭和 | 20   | 5  | ?  | 空襲により本館など施設の大半を焼失。                                                                                     |
| 1948 | 昭和 | 23   | 2  | ?  | 「文理科大学宣言」を発表。                                                                                               |
| 1949 | 昭和 | 24   | 5  | ?  | 新制東京教育大学の設立により包括され、「東京教育大学東京文理科大学」となる。                                             |
| 1953 | 昭和 | 28   | 3  | ?  | 最後の本科生が卒業し閉学。                                                                                               |
| 1962 | 昭和 | 37   | 3  | ?  | 廃止。 |

## 校歌
- 作詞：北原白秋、作曲：山田耕作。1931年1月、大塚学友会の委嘱により作られた[3]。

## 教育および研究

### 学部
9学科17専攻
- 教育学科（教育学・心理学）
- 哲学科（哲学哲学史・倫理学）
- 史学科（国史学・東洋史学・西洋史学）[注釈 3]
- 文学科（国語学国文学・漢文学・英語学英文学）
- 数学科（数学）
- 物理学科（物理学）
- 化学科（化学）
- 生物学科（動物学・植物学）
- 地学科（地理学・地質鉱物学）[注釈 4]

### 研究科
- 在学期間は2年ないし4年。
- 大学院は設置されなかった。

## 歴代学長
歴代の東京文理科大学長は附置された東京高等師範学校の校長を兼ねた。
| 氏名       | 在任期間                      | 出身校                               | 前職                 | 備考 |
| ---------- | ----------------------------- | ------------------------------------ | -------------------- | --- |
| 三宅米吉   | 1929年4月1日 - 11月11日       | 慶應義塾中退                         | 前東京高等師範学校長 | 教授兼任（東京高等師範学校長に補職）。宮中顧問官も兼任。在任中死去。 1929年11月11日 - 12月6日：教授松井簡治が学長事務取扱。                                                                                    |
| 大瀬甚太郎 | 1929年12月6日 - 1934年1月16日 | 帝国大学文科大学・同大学院           | 前教授               | 教授兼任（東京高等師範学校長に補職）。依願退任。 |
| 森岡常蔵   | 1934年1月16日 - 1940年9月4日  | 東京高等師範学校                     | 前教授               | 教授兼任（東京高等師範学校長に補職）。依願退任。 |
| 河原春作   | 1940年9月4日 - 1945年6月13日  | 東京帝国大学法科大学法律科           | 元文部次官           | 教授兼任（東京高等師範学校長に補職）。一時東京高等体育学校長（のち東京体育専門学校長）も兼任。文部次官に転出。 1945年6月13日 - 7月11日：文部次官河原春作が学長事務取扱。                                       |
| 務台理作   | 1945年7月11日 - 1948年7月31日 | 京都帝国大学文科哲学科・同大学院     | 前教授               | 教授兼任（東京高等師範学校長に補職）。教授兼教育研修所長に転任。 |
| 杉村欣次郎 | 1948年7月31日 - 1949年5月     | 東京帝国大学理科大学数学科・同大学院 | 前教授               | 教授・東京高等師範学校長兼職。埼玉大学教授兼東京教育大学東京高等師範学校教授に転任。 1949年5月31日：東京文理科大学を東京教育大学東京文理科大学に改組。 1949年5月-7月：文部省社会教育局長柴沼直が学長事務取扱。 |
| 柴沼直     | 1949年7月31日 - 1956年6月     | 東京帝国大学法学部                   | 文部省社会教育局長   | 兼職（本職東京教育大学長、はじめ東京教育大学東京高等師範学校長・東京教育大学東京体育専門学校長・東京教育大学東京農業教育専門学校長も兼職）。 1956年6月-7月：東京教育大学教授三輪知雄が学長事務取扱。           |
| 朝永振一郎 | 1956年7月 - 1962年3月         | 京都帝国大学理学部物理学科           | 前教授               | 併任（本職東京教育大学長）。 |

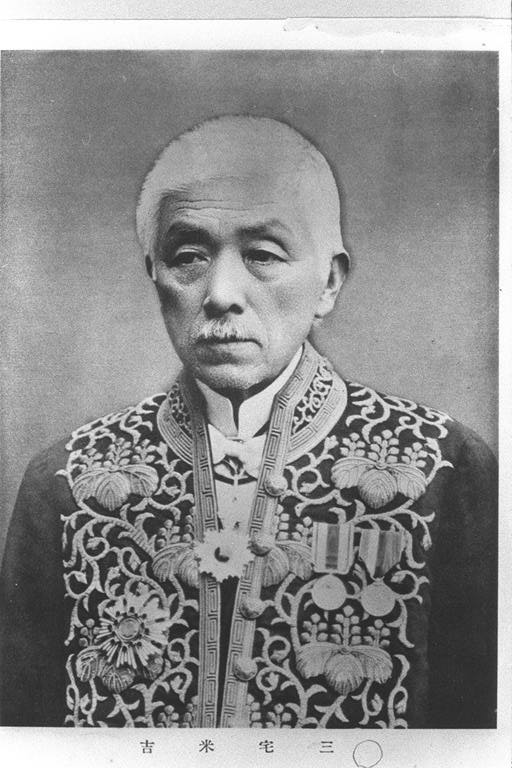
三宅米吉
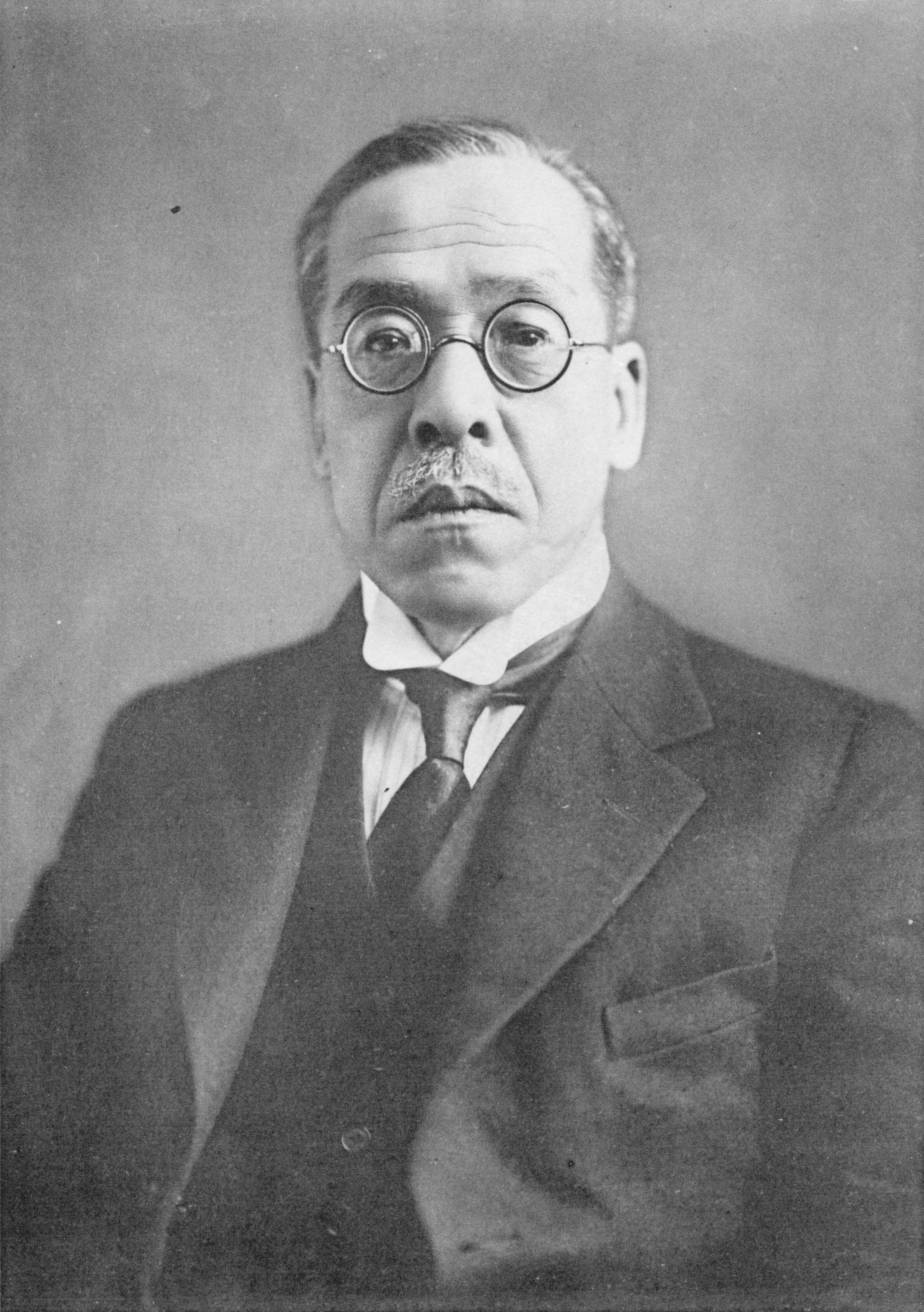
大瀬甚太郎
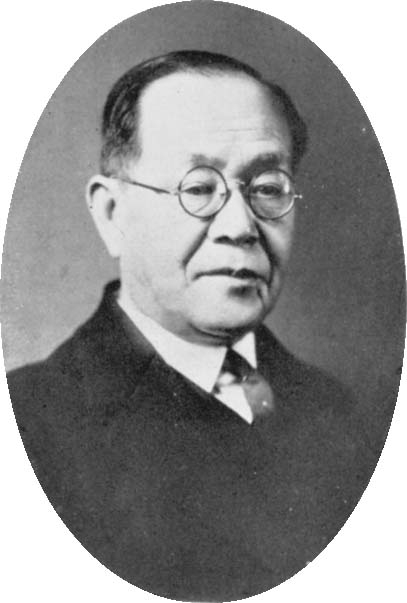
森岡常蔵
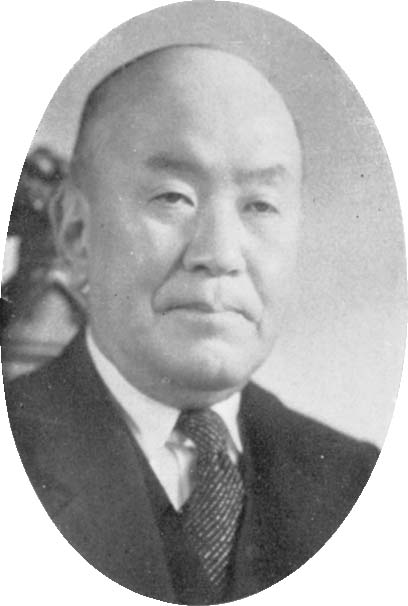
河原春作
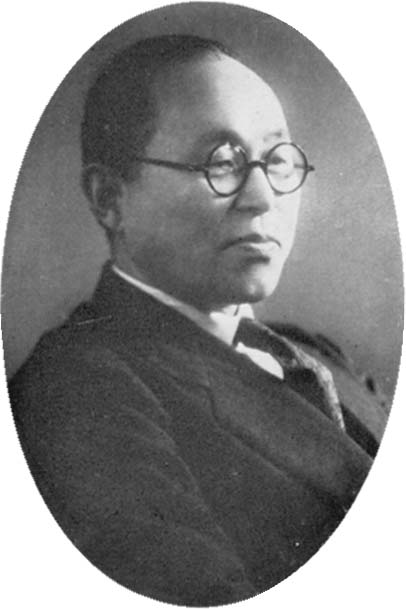
務台理作
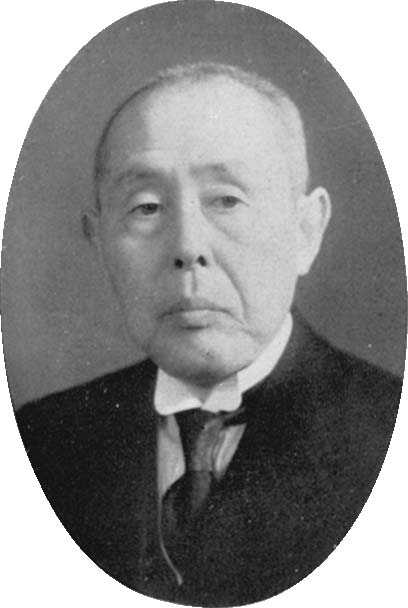
杉村欣次郎

## 校地の変遷と継承

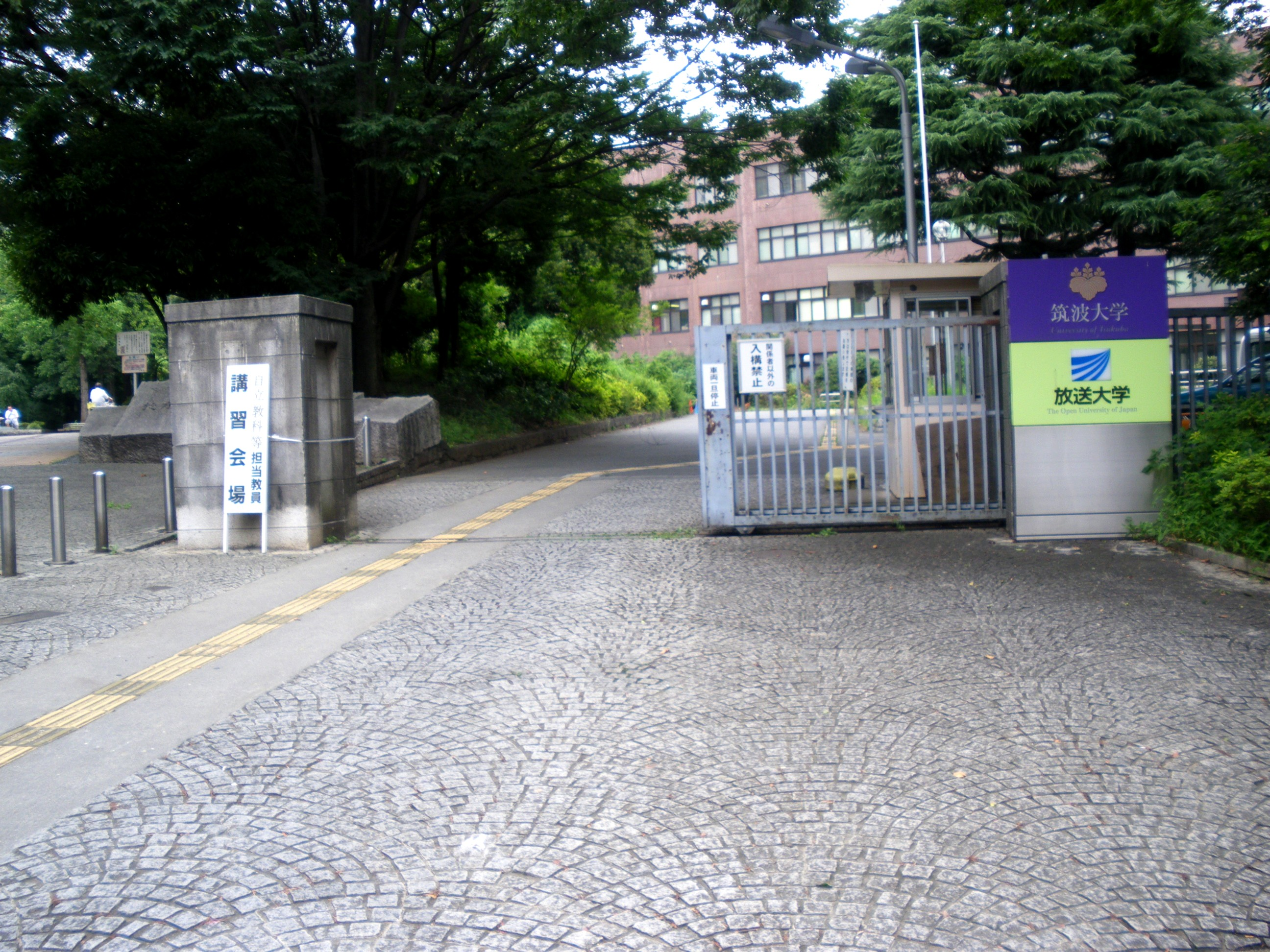
筑波大学大塚地区キャンパス（2009年） / かつての東京文理科大学（および東京教育大学）校地である。

1929年設立時の東京文理大の校地は、母体となった東京高師と同じ大塚（当時は東京市小石川区大塚窪町。現・文京区大塚3丁目））に置かれ、その校地は後身校たる新制東京教育大学の本部キャンパスとして継承された。同キャンパスは東教大の筑波大学への改組以降、筑波大の東京キャンパス大塚地区として使用されている。